# Motorola RAZR
Motorola RAZR (известен также как  Motorola Droid RAZR и Motorola Spyder) — это смартфон производства компании Motorola Mobility, построенный на основе системы на кристалле TI OMAP 4430 и оснащённый 4.3" дисплеем с разрешением qHD, выполненным по технологии Super AMOLED. Устройство работает под управлением операционной системы Android 2.3.5 (официальное обновление до Android 4.1.2), улучшенной фирменной оболочкой MOTOBLUR. В корпусе коммуникатора используется кевларовое покрытие. Устройство было представлено 18 октября 2011 года.

## Разблокированный загрузчик
Есть 3 версии Razr: общая с заблокированным загрузчиком без возможности разблокировки, Developer Edition с возможностью его разблокировки и Razr Maxx с повышенной ёмкостью аккумуляторной батареи. Developer Edition поставляется без гарантии.

## Интересные факты
Последней официальной версией андроид для Motorola Razr является Android 4.1.2. Регулярно выходит множество неофициальных прошивок, например, CyanogenMod, MIUI, AOSP. В частности, последняя версия CyagenMod 13 на основе Android 6.0 была выложена 21 января 2016 года.
Версии с приставкой "Droid" (Motorola Droid Razr и Motorola Droid Razr Maxx) являются американскими версиями смартфона, распространяемыми американским оператором сотовой связи Verizon.
Версии с приставкой "Droid" поддерживают 4G.